# Sanubar Tursun
Pour les articles homonymes, voir Tursun.
 (mars 2021).
Si vous disposez d'ouvrages ou d'articles de référence ou si vous connaissez des sites web de qualité traitant du thème abordé ici, merci de compléter l'article en donnant les références utiles à sa vérifiabilité et en les liant à la section « Notes et références ».
Sanubar Tursun est une auteure, compositrice et interprète ouïghoure, née le 1er juin 1971 à Yining (Chine).
Elle est formée au Conservatoire de musique de Shanghai. Interdite de sortie de territoire pendant 10 ans, elle se produit à l'international avant de disparaître en 2018, victime de disparition forcée et probablement détenue dans un camp d'internement du Xinjiang. Elle reparaît en public en 2019.

## Biographie

### Enfance et formation
Son père, comme son grand-père, est luthier.

### Carrière
Sanubar Tursun sort son premier album en 2000. Avec le soutien d'Aga Khan Music Initiative, elle donne des concerts en Turquie, en Suisse, en Belgique, en Italie, au Royaume-Uni et aux États-Unis. 
En 2001, lors de l’un de ses concerts, un poète monte sur scène pour chanter la souffrance de son peuple. Le gouvernement, par répression, la licencie de son poste de chanteuse, confisque son passeport et celui de son frère, également musicien, et leur interdit de quitter le territoire pendant 10 ans. Son frère, très affecté, meurt de crise cardiaque. Sanubar Tursun passe cinq ans réfugiée dans le conservatoire de Shanghaï, où elle étudie la composition musicale
Artiste respecté dans la communauté ouïghoure, son travail est également salué dans le monde entier.
En France, elle se fait remarquer lors de son passage au Théâtre de la Ville en mai 2014, où elle joue à guichets fermés.

### Disparition
En février 2019, elle est censée se produire à l'Opéra de Nantes elle ne vient pas.
Sanubar Tursun est une des victimes du génocide culturel des Ouïghours de la Chine à l'encontre de la minorité musulmane et turcophone ouïghoure.
Depuis fin novembre 2018, aucun de ses collaborateurs internationaux n'a pu la joindre. Après de nombreux mois sans donner signe de vie, elle est enfin vue par des proches, circulant dans l'espace public, fin novembre 2019,.
Sa célébrité a été consolidée par une saison en tant que juge de langue ouïghoure dans l'émission de talents de Xinjiang Voice of the Silk Road ("La Voix de la Route de la Soie"). Selon les rumeurs, elle serait détenue dans un camp d'internement du Xinjiang et aurait été condamnée à 5 ans de prison.
Les organisations chinoises officielles des journalistes de la RFA ou du New York Times refusent de commenter cette nouvelle ou de fournir l'emplacement exact de Sanubar Tursun. Jusqu'à présent, la seule certitude[source ?] est que les noms des universitaires, artistes et personnalités publiques décédés ces derniers mois ont été ajoutés sous le nom de Sanubar Tursun.
Durant la même période, à partir de 2018, le gouvernement chinois envoie massivement des Ouïghours dans les camps d'internement du Xinjiang. Cette répression de la minorité ouïghoure atteint un tel degré de violence qu'elle est qualifiée de génocide par un nombre croissant d'instances internationales.

## Œuvre
- Albums : Arzu (Songs of the Uyghurs)